# ماريوت سلاترفيل
ماريوت سلاترفيل (يوتا) (بالإنجليزية: Marriott-Slaterville, Utah)‏ هي مدينة تقع في الولايات المتحدة في مقاطعة ويبير، يوتا. يقدر عدد سكانها بـ 1,727 نسمة ومساحتها 19.3 كم2 وترتفع عن سطح البحر 1,296 متر.

## التركيبة السكانية
حدّد مكتب تعداد الولايات المتحدة بيانات التركيبة السكانية لماريوت سلاترفيل في تعداد الولايات المتحدة. في ما يلي، التركيبة السكانية حسب تعدادي 2000 و2010.

### تعداد عام 2000
بلغ عدد سكان ماريوت سلاترفيل 1,425 نسمة بحسب تعداد عام 2000، وبلغ عدد الأسر 458 أسرة وعدد العائلات 382 عائلة مقيمة في المدينة. في حين سجلت الكثافة السكانية 74.6 نسمة لكل كيلومتر مربع (193.2/ميل2). وبلغ عدد الوحدات السكنية 471 وحدة بمتوسط كثافة قدره 24.7 لكل كيلومتر مربع (64.0/ميل2).
وتوزع التركيب العرقي للمدينة بنسبة 96.14% من البيض و0.21% من الأمريكيين الأصليين و0.49% من الأمريكيين ذوي الأصول الآسيوية و0.07% من سكان جزر المحيط الهادئ و2.11% من الأعراق الأخرى و0.98% من عرقين مختلطين أو أكثر و3.37% من الهسبانيون أو اللاتينيون من أي عرق.
بلغ عدد الأسر 458 أسرة كانت نسبة 42.1% منها لديها أطفال تحت سن الثامنة عشر تعيش معهم، وبلغت نسبة الأزواج القاطنين مع بعضهم البعض 70.1% من أصل المجموع الكلي للأسر، ونسبة 7.9% من الأسر كان لديها معيلات من الإناث دون وجود شريك، بينما كانت نسبة 5.5% من الأسر لديها معيلون من الذكور دون وجود شريكة وكانت نسبة 16.6% من غير العائلات. تألفت نسبة 14.2% من أصل جميع الأسر من عدة أفراد يعيشون في نفس المنزل ونسبة 6.3% كانت تتألف من شخص يعيش بمفرده يبلغ من العمر 65 عاماً أو أكثر. وبلغ متوسط حجم الأسرة المعيشية 3.11، أما متوسط حجم العائلات فبلغ 3.43.
بلغ العمر الوسطي للسكان 34.3 عاماً. وكانت نسبة 29.4% من القاطنين تحت سن الثامنة عشر، وكانت نسبة 10.7% بين الثامنة عشر والرابعة والعشرين عاماً، ونسبة 25.9% كانت واقعةً في الفئة العمرية ما بين الخامسة والعشرين والرابعة والأربعين عاماً، ونسبة 23.1% كانت ما بين الخامسة والأربعين والرابعة والستين، ونسبة 10.9% كانت ضمن فئة الخامسة والستين عاماً فما فوق. يوجد لكل 100 أنثى 102.1 ذكر، ويوجد لكل 100 أنثى في الثامنة عشر من عمرها فما فوق 105.7 ذكر.
بلغ متوسط دخل الأسرة في المدينة 49,732 دولارًا، أما متوسط دخل العائلة فبلغ 57,083 دولارًا. وكان متوسط دخل الذكور 41,466 دولارًا مقابل 27,788 دولارًا للإناث. وسجل دخل الفرد الخاص بالمدينة 19,534 دولارًا. وكانت نسبة 5.9% من العائلات ونسبة 7.3% من السكان تحت خط الفقر، وكان من هؤلاء نسبة 8.4% تحت سن الثامنة عشر ونسبة 8.5% في الخامسة والستين من العمر وما فوق.

### تعداد عام 2010
بلغ عدد سكان ماريوت سلاترفيل 1,701 نسمة بحسب تعداد عام 2010، وبلغ عدد الأسر 575 أسرة وعدد العائلات 461 عائلة مقيمة في المدينة. في حين سجلت الكثافة السكانية 89.1 نسمة لكل كيلومتر مربع (230.8/ميل2). وبلغ عدد الوحدات السكنية 604 وحدة بمتوسط كثافة قدره 31.6 لكل كيلومتر مربع (81.8/ميل2).
وتوزع التركيب العرقي للمدينة بنسبة 93.71% من البيض و0.47% من الأمريكيين الأفارقة و0.88% من الأمريكيين الأصليين و0.47% من الأمريكيين ذوي الأصول الآسيوية و3% من الأعراق الأخرى و1.47% من عرقين مختلطين أو أكثر و7.41% من الهسبانيون أو اللاتينيون من أي عرق.
بلغ عدد الأسر 575 أسرة كانت نسبة 39.3% منها لديها أطفال تحت سن الثامنة عشر تعيش معهم، وبلغت نسبة الأزواج القاطنين مع بعضهم البعض 65.4% من أصل المجموع الكلي للأسر، ونسبة 8.9% من الأسر كان لديها معيلات من الإناث دون وجود شريك، بينما كانت نسبة 5.9% من الأسر لديها معيلون من الذكور دون وجود شريكة وكانت نسبة 19.8% من غير العائلات. تألفت نسبة 15.5% من أصل جميع الأسر من عدة أفراد يعيشون في نفس المنزل ونسبة 5.9% كانت تتألف من شخص يعيش بمفرده يبلغ من العمر 65 عاماً أو أكثر. وبلغ متوسط حجم الأسرة المعيشية 2.96، أما متوسط حجم العائلات فبلغ 3.29.
بلغ العمر الوسطي للسكان 34.5 عاماً. وكانت نسبة 28.9% من القاطنين تحت سن الثامنة عشر، وكانت نسبة 7.6% بين الثامنة عشر والرابعة والعشرين عاماً، ونسبة 25.6% كانت واقعةً في الفئة العمرية ما بين الخامسة والعشرين والرابعة والأربعين عاماً، ونسبة 26.2% كانت ما بين الخامسة والأربعين والرابعة والستين، ونسبة 11.7% كانت ضمن فئة الخامسة والستين عاماً فما فوق. وتوزع التركيب الجنسي للسكان بنسبة 50% ذكور و50% إناث.